# Belyando River
Belyando River är ett vattendrag i Australien. Det ligger i delstaten Queensland, omkring 900 kilometer nordväst om delstatshuvudstaden Brisbane.
I omgivningarna runt Belyando River växer huvudsakligen savannskog. Trakten runt Belyando River är nära nog obefolkad, med mindre än två invånare per kvadratkilometer. Genomsnittlig årsnederbörd är 690 millimeter. Den regnigaste månaden är februari, med i genomsnitt 137 mm nederbörd, och den torraste är augusti, med 12 mm nederbörd.